# 洛格敦 (密西西比州)
洛格敦（英語：Logtown）是位於美國密西西比州漢考克縣的鬼鎮。

## 歷史
洛格敦的郵局於1884年設立，其後於1963年停運。

## 地理
洛格敦所處的海拔為高於海平面2米（即7英呎），而該地所採用的時區為UTC-6，即北美中部時區（CST）。同時該地設有夏令時間，為UTC-6調快一小時，即UTC-5（CDT）。